# National Organization for the Reform of Marijuana Laws
Die National Organization for the Reform of Marijuana Laws (abgekürzt NORML [ˈnɔrməl], dt.: Nationale Gesellschaft für die Reformierung der Marihuana-Gesetze) ist eine gemeinnützige Organisation in den USA, die sich für einen straffreien Gebrauch von Cannabisprodukten einsetzt.

## Struktur
Die Organisation wurde 1970 von Keith Stroup gegründet, als Startkapital dienten 5000 Dollar, die von der Playboy Foundation gestiftet wurden. Seitdem spielt NORML eine führende Rolle innerhalb der Legalisierungsbewegung und verfügt über ein Grassroots-Netzwerk mit 135 Ortsverbänden und 550 teilnehmenden Anwälten.
Zum Beirat von NORML zählen zahlreiche Prominente wie Barbara Ehrenreich, Tommy Chong, Woody Harrelson, Bill Maher, Kary Mullis, Mark Stepnoski, Daniel Stern und die Green Party der Vereinigten Staaten.

## Aktivitäten

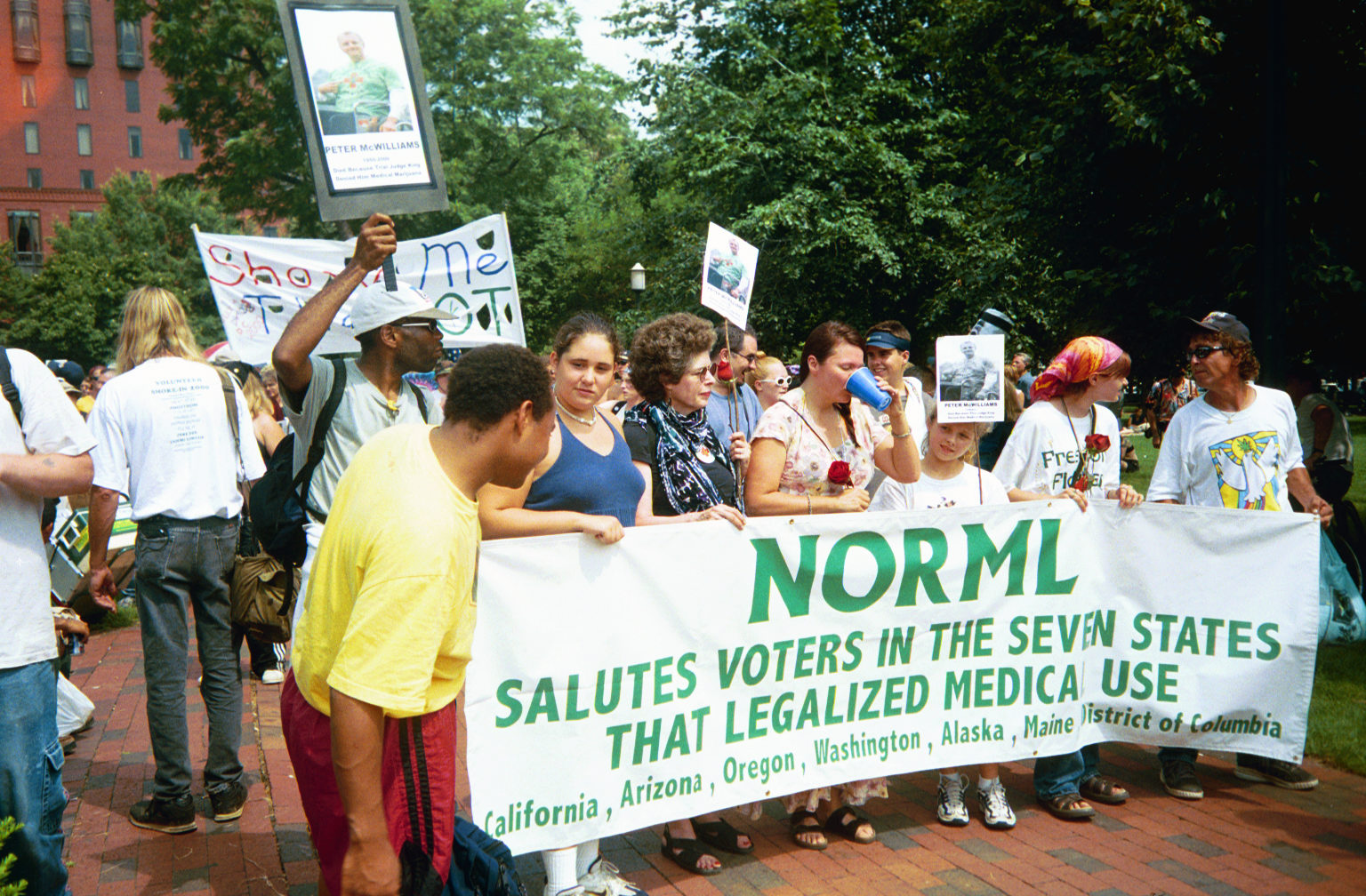
Protestkundgebung der National Organization for the Reform of Marijuana Laws, Washington, D.C., 2000

NORML fordert die Legalisierung von Besitz und Konsum, den Anbau von Hanfpflanzen für den privaten Gebrauch sowie die nicht-kommerzielle Weitergabe geringer Mengen unter Volljährigen. Weiterhin setzt sich NORML für den Aufbau eines legalen und kontrollierten Marktes für Cannabisprodukte ein. Hauptaufgaben von NORML sind die Öffentlichkeitsarbeit sowie die Organisation von Demonstrationen, Tagungen, Konferenzen und Seminaren. Außerdem unterstützt die Organisation Aktivisten sowie im Rahmen von Cannabisdelikten angeklagte oder verurteilte Personen.
Als die für Cornflakes bekannte Kellogg Company 2009 einen Werbevertrag mit dem Schwimmer und Olympiasieger Michael Phelps aufkündigte, nachdem dieser beim Cannabiskonsum gesehen wurde, organisierte NORML einen Konsumentenboykott gegen Kellogg.
Weiterhin schaltete 2009 NORML den ersten US-weiten Fernsehwerbespot für Marihuana.
Am 15. Februar 2010 wurde eine 15-sekündige Flashanimation von NORML, welche die potentiellen ökonomischen und finanziellen Vorteile von legalisiertem Marihuana zur Frage stellt, von CBS mit der Begründung, sie sei zu politisch, um sie auf Werbetafeln auf dem Times Square in New York zu zeigen, abgelehnt. Dies zog Kritik in der Blogosphere und den Vorwurf der Scheinheiligkeit auf Twitter zu, da CBS vor kurzer Zeit einen Fernsehwerbespot Pro-Leben und gegen Abtreibung während des Super Bowls 2010 zeigte.
Seitdem hat CBS seine Entscheidung geändert und die Werbung wurde auf dem CBS Times Square Superscreen am Dienstag, den 20. April 2010 zum ersten Mal gezeigt.